# Ховренко Андрій Васильович
Андрі́й Васи́льович Ховренко — штаб-сержант, інспектор відділу прикордонної служби «Добрянка» 105-го прикордонного загону імені князя Володимира Великого (м. Чернігів) Державної прикордонної служби України, учасник російсько-української війни.

## Біографія
Народився 16 травня 1984 року в селі Вишневе, Чернігівської області. 1990—2001 роки навчався у Городнянській районній гімназії.
Після закінчення школи не був призваний на строкову службу в ЗСУ через плоскостопість, тому вступив до професійно технічного училища № 5, у 2001 році отримав спеціальність «електрозварювальник». У 2004 році продовжив навчання в Чернігівському кооперативному технікумі та у 2007 році здобув спеціальність «юрист».
Отримавши спеціальність у 19 років працював за фахом у Києві. Згодом повернувся додому в Городню та влаштувався в автомайстерню. Пізніше поїхав у Чернігів, де працював на будівництві.
Після цього вступив до чернігівського кооперативного технікуму, отримав диплом юриста. Одружився, а потім у сім'ї народилася донька.
Після досягнення 25 років підписав контракт з ДПСУ. Проходив службу у відділі прикордонної служби «Добрянка» Чернігівського прикордонного загону.
2015—2016 роки брав участь в АТО на території Донецької області.
Вранці 24 лютого 2022 року при перших сигналах тривоги заступив на свій бойовий пост. Разом з побратимами з боєм на трьох БТРах відходив від кордону, втративши дві машини. В той же день загін зміг повернутися у Чернігів.
25 лютого 2022 року знову був в бою, вивозячи поранених.
25 лютого 2022 року, виконуючи бойове завдання на околиці Чернігова, разом з побратимами нарвався на ворожу ДРГ і загинув від поранень, несумісних із життям.
Залишилися дружина та 14-річна донька.

## Нагороди
- 28 лютого 2022 року — за особисту мужність і самовіддані дії, виявлені у захисті державного суверенітету та територіальної цілісності України, вірність військовій присязі — нагороджений медаллю «За військову службу Україні» (посмертно).